# Joseph R. Grundy
Pour les articles homonymes, voir Grundy.
Joseph Ridgway Grundy (13 janvier 1863, Camden - 3 mars 1961, Nassau) est un homme politique américain.

## Biographie
Après avoir suivi ses études à Swarthmore College, il est nommé au Sénat des États-Unis pour l'État de Pennsylvanie en 1929 par le gouverneur John Stuchell Fisher (en).